# Gimlichthys dawaziensis
Gimlichthys dawaziensis è un pesce osseo estinto, forse appartenente ai ginglimodi. Visse nel Triassico medio (Anisico, circa 245 - 242 milioni di anni fa) e i suoi resti fossili sono stati ritrovati in Cina.

## Descrizione
Questo pesce era di dimensioni minuscole, e la lunghezza totale era di poco superiore ai 3 centimetri. Gimlichthys possedeva un corpo fusiforme e una testa corta e alta. L'osso rostrale era piatto e privo di corna laterali; anche l'antorbitale era piatto e privo di ramo anteriore a tubo. Le ossa nasali erano grandi con un contatto mediano notevole e formavano il margine anteriore dell'orbita. Erano presenti due paia di extrascapolari. L'opercolo era leggermente più alto del subopercolo; quest'ultimo era a forma di mezzaluna e leggermente allargato nella regione ventrale. I suborbitali erano quattro o cinque, mentre i sopraorbitali erano sovrapposti ed embricati. La mascella era di lunghezza moderata, con un margine posteriore acuto e un margine orale dritto. Era presente una sola supramaxilla. Erano presenti otto raggi branchiostegali. Il margine posteriore delle scaglie rivestite di ganoina era fortemente denticolato. 

## Classificazione
Gimlichthys era un rappresentante dei Neopterygii, il grande gruppo di pesci comprendente Ginglymodi, Halecomorphi e Teleostei. In particolare, sembra che Gimlichthys fosse più strettamente imparentato con i Ginglymodi, il gruppo comprendente anche gli attuali lucci alligatore (Lepisosteidae). Il nome Gimlichthys è un riferimento alle piccole dimensioni dell'animale: Gimli era infatti il nano coprotagonista del Signore degli Anelli di J. R. R. Tolkien. 
Gimlichthys dawaziensis venne descritto per la prima volta nel 2016, sulla base di resti fossili ritrovati nella formazione Guanling risalente all'Anisico, nei pressi del villaggio di Dawazi (contea di Luoping, provincia di Yunnan), in Cina meridionale.  

## Paleoecologia
Gimlichthys abitava acque marine basse e costiere, popolate da numerosi altri pesci come Saurichthys, Perleidus, Marcopoloichthys, Frodoichthys, Lashanichthys e Kyphosichthys. 